# Madame Monet lisant
Madame Monet lisant ou Madame Monet étendue sur un sofa est une peinture à l'huile sur toile réalisée en 1874 par le peintre français Pierre-Auguste Renoir. Elle est conservée au musée Calouste Gulbenkian de Lisbonne.
L’œuvre a été peinte au cours d'un séjour de Renoir à Argenteuil chez les époux Monet, et représente Camille Doncieux, la femme du célèbre peintre à demi allongée sur un divan, en train de lire le journal Le Figaro.